# Amblyrhiza
Amblyrhiza (лат.) — род вымерших грызунов из клады Caviomorpha, известный по одному виду — Amblyrhiza inundata. Ископаемые остатки гигантских (предполагаемая масса тела от 50 до 200 кг) грызунов найдены на Ангилье и соседних островах из группы Малых Антильских островов, где они обитали 130—170 тысяч лет назад, по-видимому, исчезнув в результате колебаний уровня мирового океана, приведших к катастрофическому сокращению площади их ареала; согласно более ранней точке зрения, последние представители рода могли дожить на островах до XVII века.

## История находки и классификация
Кости грызунов, впоследствии описанных в рамках рода Amblyrhiza, впервые были обнаружены в костеносной брекчии с острова Ангилья, слои которой разрабатывались при добыче фосфатов в 1860-е годы. Часть находок была передана Эдварду Дринкеру Копу — ведущему американскому палеонтологу этого времени. Коп, обратив внимание на обилие костей, принадлежащих грызунам необычно крупных размеров, обратился за помощью к натуралисту Хендрику ван Рейгерсме, проживавшему в голландской части острова Сен-Мартен, который соседствовал с Ангильей. Между 1868 и 1877 годами ван Рейгерсма предпринял три поездки на Ангилью, пересылая свои находки Копу в Филадельфию, а также проводил дополнительные раскопки на Сен-Мартене.
По полученным от ван Рейгерсмы материалам, а также другим находкам из данного региона Коп опубликовал серию статей в 1869—1871 годах, а в 1883 году выпустил монографию. В связи со значительной разницей в размерах окаменелостей Коп первоначально предположил, что они принадлежат нескольким различным видам, описав три вида рода Loxomylus — L. longidens, L. latidens и L. quadrans. Позже он включил эти виды в род Amblyrhiza наряду с видом Amblyrhiza inundata, а начиная с 1930-х годов принято рассматривать все окаменелости с Ангильи как принадлежащие представителям одного вида, поскольку морфологические различия между всеми известными остатками (за возможным исключением нескольких зубов) тривиальны.

## Внешний облик
При всём разнообразии костных остатков Amblyrhiza остаётся одним из крупнейших известных грызунов, как современных, так и ископаемых. Первоначально Коп описывал Amblyrhiza inundata как животное крупнее виргинского оленя и сравнимое по размерам с североамериканским чёрным медведем.
В начале 1990-х годов был проведен анализ практически всех известных бедренных и плечевых костей A. inundata в начале 1990-х годов, в рамках которого они сравнивались с аналогичными костями современных американских грызунов. Анализ показал, что в рамках этого единственного вида размеры тела могли широко варьировать — наиболее мелкие его представители, масса тела которых оценивается в 48—65 кг, были по размерам сравнимы с современными капибарами, в среднем весящими около 60 кг, а крупнейшие могли весить более 200 кг. Подобные колебания размеров в рамках одного вида могут быть предположительно продиктованы одной из следующих причин:
- принадлежностью остатков особям, жившим в разное время: известно, что размеры представителей одного вида в условиях обитания на небольших островах (см. Палеоэкология) могут изменяться за ничтожное в геологическом масштабе время;
- разницей сравнительных размеров передних и задних конечностей одного животного: у многих крупных грызунов передние конечности тоньше и изящнее задних, и возможно, что у такого крупного животного эти отличия выражены ещё сильней;
- половым диморфизмом: хотя у современных грызунов размеры самцов и самок отличаются незначительно, известно, что у крупных животных половой диморфизм выражается заметней[2].

## Палеоэкология
Об образе жизни Amblyrhiza практически ничего не известно: известные остатки не позволяют однозначно установить, были ли это быстро бегающие грызуны, рыли ли они норы, были ли способны лазить по деревьям. Типичный пейзаж современных Ангильи, Сен-Мартена, Сен-Бартелеми и близлежащих мелких островков представляет собой заросли вечнозелёных ксерофитных и склерофитных кустарников и предположительно был похожим и во времена обитания на них гигантских грызунов. Подобная бедная растительность не должна располагать к развитию островного гигантизма. Отсутствие остатков других крупных травоядных также не позволяет рассматривать крупные размеры как продукт межвидовой конкуренции за ресурсы; на островах Вест-Индии существовало несколько видов гигантских хищных птиц, что могло бы объяснять размеры грызунов защитными механизмами, но на Ангилье их остатки не обнаружены.
Общая площадь архипелага, включающего Ангилью, Сен-Мартен и Сен-Бартелеми, в настоящее время составляет всего 215 км²; оценочная площадь суши в этом районе около 20 тыс. лет назад (в разгар последней ледниковой эпохи) достигала 2500 км², а 120—130 тыс. лет назад, в дни сангамонского межледниковья, была даже меньше, чем сегодня. Максимальное число особей рода Amblyrhiza, которое могло прокормиться на этих территориях, колеблется от 600—1500 в сангамонское межледниковье до 15 000 в дни последней ледниковой эпохи. В любом случае, эта популяция не могла быть особенно крупной даже в этот период, а резкие изменения площади ареала могли привести к её вымиранию. Ещё в 1980-е годы предполагалось, что представители рода Amblyrhiza могли дожить до 1600-х годов — времени появления в Вест-Индии европейских колонизаторов. Однако более поздний анализ и отсутствие относящихся к столь недавним временам остатков заставляют предположить, что время вымирания рода относится скорее к периоду между 125 и 75 тыс. лет назад, задолго до появления на островах не только европейцев, но и американских аборигенов.